# Oncidenia
× Oncidenia (abreviado Oncna) es un híbrido intergenérico entre los géneros de orquídeas Macradenia × Oncidium. Fue publicado en Orchid Rev.  74(872, noh): 3 (1966).